# Undercover Slut
Undercover Slut – grupa muzyczna założona w październiku 1995 roku w Paryżu. Styl grupy jest najczęściej określany jako industrial, jednak w muzyce grupy obecne są również wpływy takich gatunków jak punk rock, glam rock oraz deathrock.

## Skład
- 'O' – wokalista, założyciel i lider zespołu
- Drag - gitara elektryczna
- Kriegmann - gitara basowa
- Hertz - perkusja

## Dyskografia

### Albumy
- Amerikkka Macht Frei (12-song white Vinyl LP) Deadlight Entertainment / Underclass 2010
- Amerikkka Macht Frei (12-song black Vinyl LP) Deadlight Entertainment / Underclass 2010
- Amerikkka Macht Frei (13-track enhanced CD w/ uncensored "Shadow Song" video) Deadlight Entertainment / Underclass 2010
- Amerikkka Macht Frei (12-track enhanced CD w/ uncensored "Shadow Song" video) Offensive Records 2008
- Communism Is Fascism (15-track enhanced CD w/ "Legalize Suicide" video) Apokalypse / Season Of Mist 2004
- Communism Is Fascism (15-track enhanced CD w/ "Legalize UCS" video / DVD Box) Apokalypse / Season Of Mist 2004
- Fuck That Celebrity Trash & Your Ghetto Cunt Drama (7-track CD) Hateful Society Production 2004
- Naziconographick: Terrorism Tracks For Nihilistic Numbers (7-track CD) Hateful Society Production 2002
- Sadistic Sampler (9-track CD) Hateful Society Production 2000

### Dema
- Lipstikk Whore #666 (Scream) 2000

### E.P.
- Inside That Cult That Loves Terror (6-track Digipak CD) Offensive Records 2016
- Thirty Minutes Kill (7-track CD) Scream Japan 2016
- Hollywood Noir (3-song 12" Vinyl EP) Diess Prod / Offensive Records 2008
- the White Whore era E.P. (6-track CD) Hateful Society Production 2006
- The Van Gogh Disease (6-track CD) Hateful Society Production 2006
- Rebel Slut (6-track split CD w/ Rebel Rebel) Cafe Press 2006
- drama-Sick democra-Sin (3-track enhanced CD w/ "Darling Darling" video) Free-Will 2005
- Our Legalize Suicide Sessions (3-track CD) Hateful Society Production 2003
- UNDERCOVER SLUT (4-song cassette tape) Hateful Society Production 1999
- Lipstikk Whore #666 (cassette tape) Hateful Society Production 1998
- Foreplay... (cassette tape) Hateful Society Production 1995

### Single
- Chloroform Nation (1-track Digipak CD) Offensive Records 2015
- Chloroform Nation (iTunes single) Offensive Records 2015
- Addicted, Obsessed & Possessed (2-song cassette tape) Hateful Society Production 1996
- Evil Star Virus (1-track CD) Hateful Society Production 2002